# L'Héritier des Jedi
L'Héritier des Jedi (titre original : Heir to the Jedi) est un roman de science-fiction de Kevin Hearne s'inscrivant dans l'univers étendu de Star Wars. Publié aux États-Unis par Del Rey Books en 2015, puis traduit en français et publié par les éditions Pocket en 2017,, il se déroule peu après la bataille de Yavin.